# 札幌東郵便局
札幌東郵便局（さっぽろひがしゆうびんきょく）は北海道札幌市東区にある郵便局。民営化前の分類では集配普通郵便局であった（現在は集配機能を廃止）。

## 概要
住所：〒065-0025 北海道札幌市東区北25条東16丁目1-13

### 併設施設
- ゆうちょ銀行札幌東店（札幌支店札幌東出張所）：取扱店番号903920

## 沿革
- 1968年（昭和43年）11月11日 - 札幌北郵便局として、札幌市北25条東16丁目に開局[1]。
- 1972年（昭和47年）4月1日 - 札幌東郵便局に改称[2]。
- 1998年（平成10年）9月1日 - 外国通貨の両替および旅行小切手の売買に関する業務取扱を開始。
- 2007年（平成19年）10月1日 - 民営化に伴い、併設された郵便事業札幌東支店、ゆうちょ銀行札幌東店に一部業務を移管。
- 2012年（平成24年）10月1日 - 日本郵便株式会社の発足に伴い、郵便事業札幌東支店を札幌東郵便局に統合。
- 2017年（平成29年）4月1日 - ゆうゆう窓口の24時間営業を廃止。
- 2019年（平成31年）2月12日 - 集配事務を丘珠郵便局に移管、ゆうゆう窓口および郵便私書箱交付を廃止。

## 取扱内容

### 札幌東郵便局
- 郵便、切手、はがき、印紙、ゆうパック、チルドゆうパック、内容証明
- 物販(店頭販売、カタログ販売)
- 郵便局広告
- 生命保険、バイク自賠責保険、自動車保険、がん保険、引受条件緩和型医療保険、法人(経営者)向け生命保険
- 地方公共団体事務(札幌市敬老優待乗車証のチャージ、札幌市家庭用指定袋の減免交付)

### ゆうちょ銀行札幌東店
- 貯金、貸付、為替、振替、振込、国際送金、外貨両替、国債、投資信託、変額年金保険、クレジットカード（JP BANKカード）、VISAプリペイドカード（mijica）、スルガ銀行の個人ローン
- ATM
- 日本銀行歳入代理店、国庫金振込先・送金先金融機関

## 周辺
- マックスバリュ北26条店
- 公益財団法人北海道対がん協会 札幌がん検診センター
- 札幌市東区体育館
- 札幌市こどもの劇場やまびこ座
- 札幌市立元町小学校
- 北海道立札幌高等技術専門学院
- 札幌市消防局東消防署
- 札幌市営地下鉄元町駅

## アクセス
- 札幌市営地下鉄東豊線 元町駅から徒歩約4分
- 北海道中央バス 元町駅停留所下車
- 札樽自動車道 札幌北ICから南東へ約3km、伏古ICから西に約2km
- 駐車場あり：11台